# Автономная система (Интернет)
Автономная система (англ. autonomous system, AS) в интернете — система IP-сетей и маршрутизаторов, управляемых одним или несколькими операторами, имеющими единую политику маршрутизации с Интернетом. См. RFC 1930 для дополнительной информации по данному определению.
Поначалу определение требовало единого оператора, обычно Интернет-провайдера или очень большую организацию с независимыми соединениями с несколькими сетями, который бы придерживался единой и ясно определённой политики маршрутизации. См. RFC 1771, оригинальное определение (сейчас устаревшее) BGP.
Новое определение из RFC 1930 вошло в употребление, так как несколько организаций могло подключиться к Интернет-провайдеру через BGP, используя приватные номера AS, а провайдер, в свою очередь, подключал все эти организации к Интернету. Хотя существуют несколько автономных систем, поддерживаемых данным Интернет-провайдером, в Интернете видно только политику маршрутизации данного провайдера. Именно этот Интернет-провайдер и должен иметь зарегистрированный публичный номер AS.
Уникальный номер AS (или ASN) присваивается каждой AS для использования в BGP-маршрутизации. На 2024 год в глобальной таблице маршрутизации представлено более 76 тысяч автономных систем.

## Присвоение
Номера AS выделяются Internet Assigned Numbers Authority, которая также выделяет IP-адреса региональным интернет-регистраторам (Regional Internet Registry) блоками. RIR затем присваивают организации номер AS из блока, полученного от IANA. Организации, желающие получить ASN, должны пройти процесс регистрации в RIR или в LIR и получить одобрение. Текущий список присвоенных ASN можно увидеть на веб-сайте IANA: , более подробную информацию о владельце автономной системы можно запросить у RIR, выдавшего этот ASN.
Ранее (до 2007 года) использовались только 16-битные номера AS, что позволяло сделать максимум 65536 присвоений, часть из которых (номера от 64512 до 65534) была зарезервирована как приватные номера AS, которые могут использоваться только локально, по аналогии с частными IP-адресами. Кроме того, номера 0 и 65535 являются зарезервированными IANA и не могут использоваться для маршрутизации, а диапазон 64496-64511 зарезервирован для использования в документации и примерах. В связи со скорым исчерпанием доступного диапазона в 2007-м году был разработан и предложен стандарт на 32-битные номера AS RFC 4893, что позволило адресовать 232 автономных систем (за вычетом некоторых зарезервированных диапазонов), не теряя совместимости с уже имеющимися 16-битными ASN.

## Типы
Автономные системы можно сгруппировать в 3 категории, в зависимости от их соединений и режима работы.
- Многоинтерфейсная (multihomed) AS — это AS, которая имеет соединения с более чем одним Интернет-провайдером. Это позволяет данной AS оставаться подключенной к Интернету в случае выхода из строя соединения с одним из Интернет-провайдеров. Кроме того, этот тип AS не разрешает транзитный трафик от одного Интернет-провайдера к другому.
- Ограниченная (stub) AS — это AS, имеющая единственное подключение к одной внешней автономной системе. Это расценивается как бесполезное использование номера AS, так как сеть размещается полностью под одним Интернет-провайдером и, следовательно, не нуждается в уникальной идентификации.
- Транзитная (transit) AS — это AS, которая пропускает через себя транзитный трафик сетей, подключенных к ней. Таким образом, сеть A может использовать транзитную AS для связи с сетью B.